# Мунье, Эмманюэль
Эмманюэ́ль Мунье́ (фр. Emmanuel Mounier; 1 апреля 1905, Гренобль — 22 марта 1950, Шатне-Малабри) — французский философ

-персоналист.

## Биография
Родился в семье фармацевта.
В 1924—1927 годах получил философское образование в университете Гренобля и в Сорбонне. Затем преподавал философию в лицеях.
С 1932 года до своей смерти издавал журнал «Esprit» (в 1941—1944 годах журнал был запрещён оккупационными властями).
Участник движения Сопротивления.

## Основные сочинения
- «Персоналистская и коммунитарная революция» (сборник статей, 1935);
- «Манифест персонализма» (1936);
- «От капиталистической собственности к человеческой собственности» (1939);
- «Трактат о характере» (1946);
- «Введение в экзистенциализм» (1946);
- «Свобода под условием» (1946);
- «Что такое персонализм?» (1947);
- «Маленький страх двадцатого века» (1948);
- «Персонализм» (1949) и др.

### Книги на русском языке
- Надежда отчаявшихся = L’espoir des désespérés. — Искусство, 1995. — 240 с. ISBN 5-210-01319-7
- Манифест персонализма — М.: Республика, 1999. — 559 с.
- Мунье Э. Введение в экзистенциализмы / пер. с фр. И. С. Вдовиной. — М.; СПб.: Центр гуманитарных инициатив, 2023. — 144 с. — ISBN 978-5-98712-385-0.